# Damir Špoljarič
Damir Špoljarič (* 21. května 1988) je český podnikatel, technologický, realitní a letecký investor a profesionální pilot.

## Život
Vystudoval Střední průmyslovou škola elektrotechnickou V Úžlabině, obor informační technologie a dále studoval (nedokončil) Vysokou školu ekonomickou v Praze a vysokou školu se zaměřením na psychologii.
V roce 2006 v 17 letech založil společnost Vshosting~, která se po třech letech stala jednou z největších firem v oboru správy internetových projektů a provozu datových center. Vshosting~ expanduje z ČR rovněž na Slovensko, do Maďarska a nově[kdy?] též do Německa s cílem pokračovat v tomto trendu. Společnost je momentálně součástí skupiny Contabo Group, která je součástí portfolia KKR. Damir Špoljarič je stále CEO skupiny VSHosting a investorem.
Kromě svých podnikatelských aktivit je Damir profesionální pilot. Získal licenci na Airbus A320, létá jako druhý pilot na tryskovém letounu Hawker 400XP české společnosti Alpha Aviation, ve které má menšinový majetkový podíl.
V roce 2022 Damir využil své podnikatelské zkušenosti k založení Gi21 Capital, prostřednictvím které investoval do dalších projektů, například Rohlik, Keboola nebo Vrgineers.